# Загорска, Айга
Айга Загорска (лит. Aiga Zagorska, род. 28 марта 1970 года) — советская, позднее литовская велогонщица.

## Карьера
Бронзовый призёр чемпионата мира 1991 года в командной шоссейной гонке в составе сборной СССР.
Участница летней Олимпиады 1992 года от Литвы.